# Louise Pascalis
 (octobre 2022).
Louise Pascalis,  née le 6 juin 1893 dans le 8e arrondissement de Paris et morte le 6 août 1975 dans le 17e arrondissement de Paris, est une illustratrice et peintre de l'air et de l'espace.

## Biographie

### Jeunesse
Louise Joséphine Hélène Cohen est née le 6 juin 1893 de Frédéric Maurice Cohen, négociant et de Berthe Katz, sans profession, au 35 rue Général Foix dans le 8e arrondissement de Paris.
Pendant la Première Guerre mondiale, elle s'engage comme infirmière bénévole spécialisée en électrothérapie dès juin 1914. Cependant, la maladie la contraint à arrêter en 1916. À la fin de la guerre, Louise Pascalis apporte sa contribution à la décoration des bases de Lanvéoc et Hourtin.
À la suite du décès de son père, Louise vivait seule avec sa mère au 10 rue de La Pépinière. Jusqu’à ce qu’elle épouse à Paris, le 14 février 1917 Georges Alexandre Lucien Pascalis, chirurgien de la faculté de médecine et médecin aide-major de 2e classe. Les époux ont déclaré un contrat de mariage établi le 13 février 1917.

### Peintre de l'air et de l'espace
Louis Pascalis devient peintre de l'air en 1931. Elle vit et travaille en France pour le Ministère de l'Air. Elle expose dans plusieurs galeries parisiennes mais aussi en province et à l'étranger. Ses peintures inspirées de l'aviation sont réalisées dans son atelier situé rue de Fourcroy où les touristes affluent, attirés par la nouveauté.
Elle est décrite comme une jeune femme compréhensive, courageuse et tenace par le journaliste Yvanhoé Rambosson qui dresse un portrait très positif de sa rencontre lors de l'exposition éponyme de 1936. Avide de voler, de sensations rares et de spectacles inédits, Louise Pascalis lui explique avec ferveur ce que représente pour elle, l'art de peindre entre ciel et terre : "Les spectacles qu'il faut tenter de peindre, ce sont ceux où l'avion évolue entre ciel et terre, entre ciel et eau, là où plus rien ne rappelle l'humanité..." 
Au cours de l'année 1930, elle prend place à bord de l'aéronef piloté par l'aviatrice Maryse Bastié au départ d'Orly, pour croquer les paysages et des vues aériennes. La même année, elle réalise une lithographie intitulée Avant le départ (1930). En juillet 1932 à Orly, Louis Pascalis tenant ses cartons à dessins, est photographiée quittant l'avion piloté par Maryse Bastié.

Louise Pascalis est présidente de la Section des Arts à l'aéroclub du 16e arrondissement de Paris.
Citation : Le peintre doit être le reflet de son temps. (1939 revue Pallas)

### Décès
Louise Pascalis décède le 6 août 1975 dans le 17e arrondissement de Paris.

## Œuvres

### Expositions avec parutions
Louise Pascalis expose en France mais pas seulement, elle rapporte des peintures réalisées lors de ses voyages au Maroc, aux îles Baléares et en Israël.
Tableaux et vues aériennes exposés : Notre-Dame, Paris et ses fumées, Les arênes de Nïmes, Théâtre antique de Arles, Vue aérienne de Marseille et divers paysages urbains.
Les aéroports : Le Bourget (sans rémunération), Marignane, Antibes, Villacoublay, l'arrivée à Venise      

#### En France
Elle expose le 15 mars 1925 au Salon des médecins réservé aux professionnels de la médecine. Sa lithographie est décrite comme un nu souple et vivant dans une aimable coloration. Elle expose 2 études au Salon des indépendants en 1926.
En 1930, elle expose à la Galerie Jeanne Castel les toiles qui illustrent Champs-Élysées, contes de Pierre Veber, une série de 10 lithographies de scènes d'enfants, fines fleurs du jardin ou de la forêt et à la Galerie Bru une série de pastels représentant des animaux Les dindons blancs, Poissons et oiseaux. C'est une artiste reconnue pour son talent à nuancer les sensibilités, reproduire les sensations dans ses œuvres
Louise Pascalis produit en quantité des peintures, pastels, aquarelles, essais lithographiques a aussi dans ses cartons des Études d'hydravions. Ce mode de transport est qualifié de locomotion aérienne. Le Ministère de l'air lui permet de monter à bord des avions de jour comme de nuit, pour reproduire les sensations, les paysages, les avions en vols, les sauts en parachutes et présenter ses œuvres qui témoignent des progrès technologiques du début du XXe siècle, sa première exposition en aéro-peinture a lieu au Pavillon de Marsan.
En janvier 1932 la Galerie Edgar Brandt titre ses toiles : des tableaux d'aéro-peinture. Tous les bénéfices liés à la vente des tableaux sont reversés à la Maison des Ailes. Lors de cette exposition, Louise Pascalis est présentée comme la première dans le domaine de la peinture à avoir compris les possibilités que l'aéronautique peut apporter dans l'Art et aussi la première à prendre l'aéronautique comme sujet. Cette version est aussitôt controversée par Enrico Prampolini, peintre futuriste qui revendique l'invention de l'aéro-peinture par l'Italie et fait parvenir une mise au point au journal comoédia sous ces termes : Nous peintres futuristes italiens rendons hommage à l'aéro-peinture, qui vient de paraître en France et que le ministre de l'air M. J-L Dusmenil, en inaugurant à la Galerie Brandt, l'exposition d'aéro-peinture de Mme Pascalis, vient de déclarer art officiel. Mais nous futuristes italiens, nous revendiquons la priorité de l'invention en 1914... ainsi que l'aéro-poésie en 1908.
Le terme d'aéropeinture signifiant futuriste, dynamisme, ne convient pas à Louise Pascalis qui préfère pour désigner ses toiles, l'appellation Peintures aériennes. Lors de cette exposition elle est nomméée 1er peintre officiel du Ministère de l'Air par M. JL Dumesnil.
Elle expose une Vue romantique de Notre-Dame, au Salon des médecins en mars 1933, présente la Croix du Sud - avion aéro-postal lors de l'exposition du Groupe Moderne situé dans les Galeries Georges Petit au 8 rue de Sèze à Paris en 1934 et la même année à la Galerie Art de la mode où elle expose plusieurs de ses œuvres (peintures et dessins). La revue L'Avion lui consacre un article à l'occasion de la sortie du film Vol de nuit une adaptation du roman de St Exupéry. En 1936 le critique d'art Louis Vauxcelles écrit la préface de son catalogue d'exposition dont le vernissage a lieu en présence de M. Marcel Deat Ministre de l'air.
Elle expose en 1939 à la galerie Jean Pascaud à Paris ses toiles Entre ciel et terre, les Prairies, Autogires, les Parachutistes, Acrobaties aériennes et Défilé d'escadrilles.
L'état se porte acquéreur d'une lithogravure, La fontaine des Champs-Élysées et plusieurs de ses peintures : Notre-Dame de Paris vue d'avion (peinture), Réparation d'hydravion (peinture), Versailles vue d'avion (peinture), Le porte-avions Arromanches (peinture), La base de Salon de Provence (peinture), La patrouille de France - "l'éclatement final 1971", mère et ses deux enfants (1927), un navire en pleine mer signé L. Pascalis, intitulé "porte-avion", un portrait d'une jeune femme signé de son patronyme Pascalis dont on ne distingue pas l'intitulé sur la toile.

#### A l'étranger
Au Maroc elle peint Rabat et le Marché de Marrakech, îles Baléares en 1968 et Haïffa  pour la fête de l'indépendance en Israël. À cette occasion Louise Pascalis fait paraître dans la revue bimestrielle Rythmes et couleurs de février 1965 des écrits collectifs avec François Hertel et André Warnod.
L'état français se porte acquéreur de sa peinture le Marché de Marrakech

### Autrice, illustratrice, conférencière, créatrice de mode
Elle est l'auteur de plusieurs articles parus dans des revues et journaux : Sud-est - Les ailes - Le microscope - Citadelle - Masques et visage.
Pierre Veber lui propose d'illustrer son recueil de contes intitulé CHAMPS-ELYSEES. L'ouvrage en tirage limité à 110 exemplaires, paraît aux éditions GRAPHIS en 1930 et comprend 10 lithographies originales de Louise Pascalis dont la couverture.
Louise Pascalis a mémorisé lors de ses randonnées aériennes, des vues d'ensembles et les a dessinées ou reproduites sur toiles, devenant au bout de plusieurs années Chef d'école du mouvement en France. Elle a bénéficié des encouragements du Président Paul Painlevé, du Président Albert Sarrault, Louis Couhé, l'Aviatrice Maryse Bastié.
Louise Pascalis participe à  un ouvrage collectif professionnel titré Champs-Élysées Rénovation picturale par l'aviation. Ses co-auteurs sont Henriette Chandet, Pierre Veber et André Warnod. Parution le 1er janvier 1950,
Elle fait paraître en 1965 avec François Hertel et André Warnold comme co-auteurs, un numéro spécial de Rythmes et couleurs dédié à la fête de l'indépendance d'Israël.
Afin de promouvoir la peinture aérienne qu'elle affectionne, Louise Pascalis apporte sa participation sur des conférences avec projections et offre aux auditeurs ses causeries à la radio par T.S.F. (télégraphie sans fil) pour diffuser le mouvement.
Dans l'intimité, l'aéro-peinture se décline jusque dans son dressing. La manufacture de Beauvais possède dans la collection mobilier national, plusieurs objets de confection réalisés à la demande de Louise Pascalis : deux perruches représentées sur un sac à main datant de 1930, une pochette illustrée de feuillage datant de 1932, un sac à main datant de 1932, en cours de conception illustré de fleurs des champs. Ainsi que quatre tapisseries pour mobilier : l'hydravion et Le dirigeable de 1931, L'avion et Le planeur de 1932.

### Généreuse bénévole
Louise Pascalis est aussi décoratrice bénévole pour la base de Lanvéoc, la bibliothèque et le Foyer de la base aéro-navale d'Hourtin, base aéro-navale de Fréjus, base aérienne de Dijon, l'église Ste Marguerite du Perreux (1938), base et aéroport du Bourget (1937), la salle de conférence de  l'école de l'Air de salon de Provence, la résidence des membres de la Légion d'honneur à St Raphaël.
Elle reverse l'intégralité des honoraires reçus pour l'exécution de commandes aux œuvres sociales des Artistes.
Le 30 novembre 1926, Louise Pascalis organise une exposition de ses œuvres. Ses nus, portraits, paysages et fresques décoratives ont attiré les nombreux amateurs d'art moderne et critiques d'art sensibles à son talent et son initiative : le produit de la vente doit permettre leur admission en clinique privée aux artistes malades et peu fortunés
En janvier 1932, elle expose à la Galerie Edgar Brandt  et reverse les bénéfices de la vente de ses tableaux à la Maison des Ailes,
Le 25 novembre 1933 a lieu le vernissage des peintures aériennes de Louise Pascalis, organisée au bénéfice des œuvres de l'aviation française.
Elle fait don à la villa d'enfants Saint Exupéry de son dessin Vol de nuit, un portrait de St-Exupéry enfant, au club du troisième âge Claude Pompidou situé à Vannes. Elle offre en 1974 Poisson volant, au club Claude Pompidou des handicapés d'Arles. Elle offre en 1975 Arles et ses environs.

## Distinctions
Louise Pascalis est décoré Chevalier de la Légion d'honneur par décret du 29 janvier 1939,. Elle fait un don de six toiles à la Maison des membres de la Légion d'Honneur de la ville de Saint Raphaël.
Elle est promue Officier de l'Ordre national du Mérite le 12 mai 1971.